# Gerfried Stocker

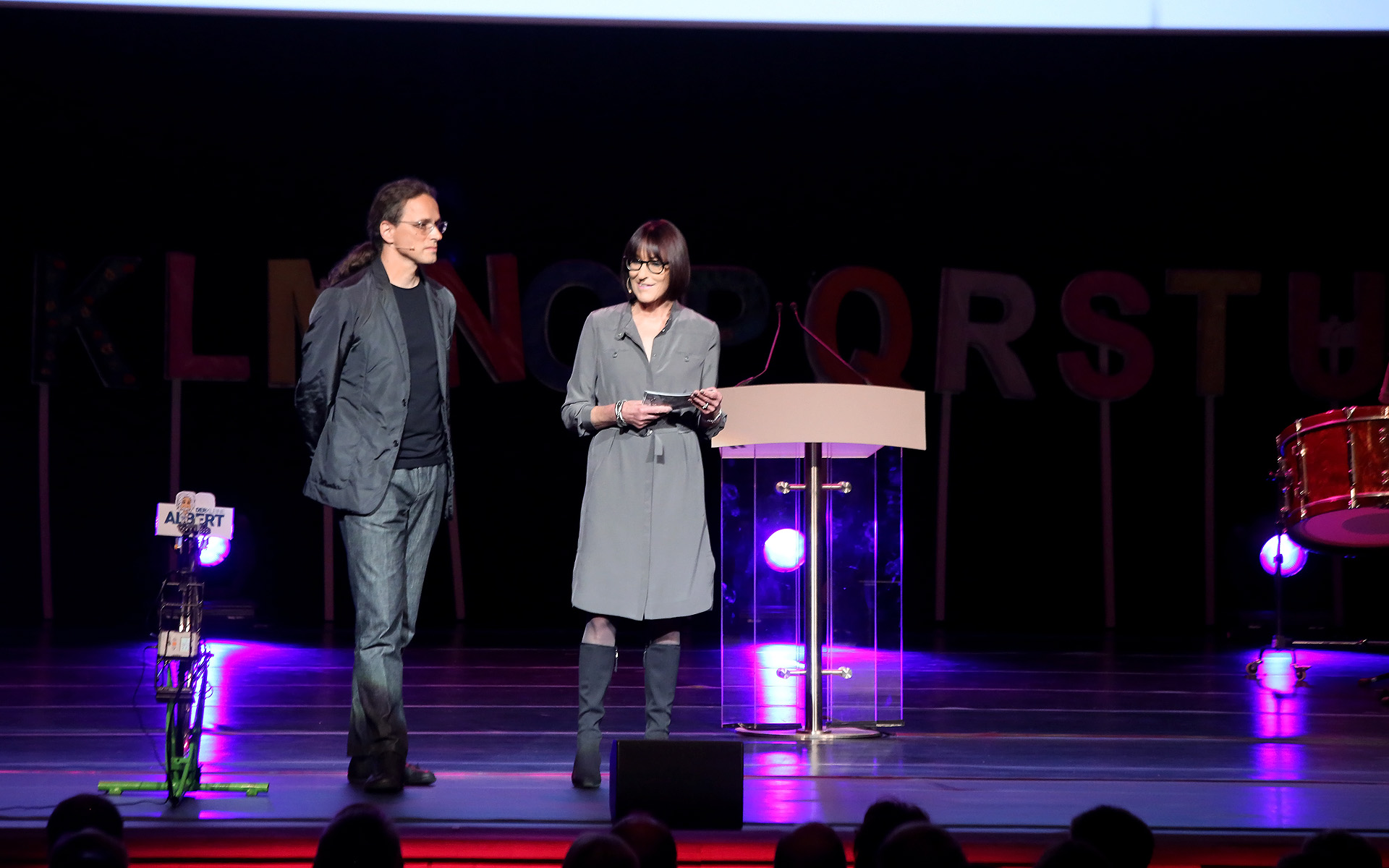
Gerfried Stocker 2012 (mit Christine Schöpf)

Gerfried Stocker (* 26. Jänner 1964 in Judenburg) ist ein österreichischer Medienkünstler, Musiker, Kulturmanager und Leiter des Ars Electronica Center (AEC) in Linz.

## Leben und Wirken
Gerfried Stocker wuchs im Möschitzgraben in der steirischen Gemeinde Sankt Peter ob Judenburg auf und absolvierte in Graz eine Ausbildung zum Nachrichtentechnik–Ingenieur.
1991 gründete er gemeinsam mit Horst Hörtner das Kunst- und Technologielabor x-space zur Umsetzung interdisziplinärer Projekte. Hierbei entstanden zahlreiche Installationen und Performance-Projekte im Kontext von Interaktion, Robotics und Telekommunikation, welche auch bei der Weltausstellung in Sevilla sowie der Biennale Venedig gezeigt wurden. Überdies war Stocker für die Konzeption von Radio-Netzwerk-Projekten und die Organisation des weltweiten Projektes Horizontal Radio verantwortlich.
Seit 1995 ist Gerfried Stocker künstlerischer Leiter und Geschäftsführer von Ars Electronica in Linz. Mit einem Team von Künstlern und Technikern entwickelte er 1995/96 die Ausstellungsstrategien des Ars Electronica Center (AEC). Zudem betrieb er den Aufbau des Ars Electronica Futurelab, einer Forschungs- und Entwicklungsabteilung im AEC. 
Ab 2004 erfolgte unter seiner Leitung der Aufbau des Programms für internationale Ars Electronica Ausstellungen und ab 2005 die Planung und inhaltliche Neupositionierung für das 2009 baulich erweiterte Ars Electronica Center.
Stocker ist Gastredner auf internationalen Konferenzen und Universitäten. Weiters berät er Unternehmen und Institutionen in den Bereichen Kreativität und Innovationsmanagement.
Gerfried Stocker wohnt mit seiner Familie in Linz.

## Auszeichnungen
- 2019: Ehrendoktorat der Aalto-Universität (Finnland)[4]
- 2024: Digitalos der Oberösterreichischen Nachrichten für sein Lebenswerk[6]